# Serpho kivi
Serpho kivi är en snäckart som först beskrevs av Gray 1843.  Serpho kivi ingår i släktet Serpho och familjen Charopidae. Inga underarter finns listade i Catalogue of Life.